# Статски съветник (роман)
Статски съветник (на руски: Статский советник) е историческо-приключенски роман от руския писател Борис Акунин, издаден през 1999 г. Той е седмият роман (наречен „политически детектив“) за приключенията на Ераст Петрович Фандорин.

## Сюжет
Внимание:  Текстът по-долу разкрива сюжета на произведението (или части от него)!
... Във влака, в купето на собствения му вагон е убит генерал Храпов, един от най-важните служители на Министерството на вътрешните работи. Един революционер прониква до Храпов предрешен като „Ераст Петрович Фандорин“, комуто е възложена отговорността за безопасността на генерала в Москва. В действителност, мнимият „Фандорин“ е ръководителят на „Бойна група“ Григорий Гринберг, по прякор „Грин“. Това неуловим Грин и неговия „група“ извършва най-опасните операции на революционната организация: убийството на царските служители, наказанието на предателите, грабежи с цел попълване на партийни фондове. Изключителният „късмет“ на Грин има много конкретно обяснение. Той редовно получава съобщения от анонимен източник, който се подписва „ТГ“. „ТГ“ казва на Грин къде и как е по-удобно да намерят бъдещата жертва – царски сановник, и го предупреждава за полицейските капани. Грин има пълно доверие в тази информация, но упорито се опитва да разбере – кой се крие зад псевдонима „ТГ“?
... Генерал-губернаторът на Москва, княз Долгорукой, е наясно, че убийството на Храпов означава край на дългата му кариера като „господар на Москва“. Този му неуспех император Александър III не би простил. Но Долгорукой не се отказва и поръчва на полицията да търси „Бойна група“ в града, и, разбира се, старият княз се надява на помощта на Ераст Петрович Фандорин. През годините на служба Фандорин получава титлата „статски съветник“, и сега се разглежда въпроса за назначаването на началник на полицията на Москва. Въпреки това убийство на Храпов обърква всички карти.
... Скоро след пристигането си от Санкт Петербург, княз Глеб Пожарски, заместник-директор на Департамента на полицията, ненадминат майстор на политическото разследване, успява да вербува един от участниците в „Бойна група“ – „Рахмет“, който е готов да издаде своите другари.
A „Бойна група“ по това време се готви за мащабно престъпление. В партия на социалистите са свършили парите, и затова „БГ“ планира да организира нападение срещу конвой, носещ огромна сума пари. С помощта на Джули, съдържателка на таен бордей, Грин се запознава с „Коз“, професионален престъпник. Обирът е успешен, и отново бележка от „ТГ“ помага да се избегне полицейската намеса. Освен това, благодарение на информацията от мистериозния източник, „Бойна група“ успява да убие наведнъж двама ръководители на Московската полиция и жандармерия.
Ераст Петрович решава да върви по свой път. Убиецът на Храпов е старателно осведомен с детайлите на посещението на генерала в Москва, следователно, има изтичане информация от средите на своите. Кръгът посветените е изключително тесен, и затова Фандорин реши да провери всеки. Определяйки си среща с княз Пожарски в банята, Ераст Петрович съобщава „строго поверително“ за събитието на всички заподозрени. Но на всеки човек Фандорин казва различен номер на кабината, където ще се състои срещата. Идеята на съветника е проста: узнавайки в коя кабина ще дойде убиецът, Ераст Петрович ще може да изобличи предателя. „Бойна група“ атакува Пожарски и Фандорин, и като по чудо те успяват да се спасят. Но, за ужас на Ераст Петрович, революционерите веднага влязат в кабина №6. А за нея знае само един човек – любовницата на Фандорин, младата Есфир Литвинова, дъщеря на еврейски банкер и страстна привърженичка на революционерите.
Скоро, обаче, на княз Пожарски му се удава да разбере кой е истинския предател. Това е някоя си Диана, мистериозна жена, бивша актриса, която никога не сваля тъмния воал от лицето си. Тя си сътрудничи както с полицията, така и с революционерите, предаваща тайните им един на друг. Бележките, които тя предава на „Бойна група“, са подписани „TГ“ – „Терпсихора Геликонска“. Пожарски предлага на Фандорин да организира капан на „БГ“ като предаде съобщение на революционерите от името Диана – „ТГ“, като им предложи да организират нападение срещу княз и статския съветник по време на срещата им в безлюден парк. По време на операцията, всички бунтовници ще бъдат ликвидирани, а Ераст Петрович, който ще изпълнява ролята на „стръв“ ще бъде в състояние да се скрие от изстрелите в специално изкопани яма. Капанът сработва отлично, всички участници на „Бойна група“ са убити, само единствено Грин успява да избяга с помощта на специалната яма, предназначена за спасението на Фандорин. Самият Ераст Петрович почти не умира.
... След смъртта на другарите си Грин отива в скривалището в къщата на „Игла“, ръководителят на революционната партия в Москва. Болезнено размишлявайки за идентичността на „ТГ“ Грин изведнъж се досеща, кой биха могъл да подхвърля тези мистериозни съобщения. Той проследява и влиза в дома на Джули, и след това я заплашва с нож, изисквайки обяснение. Под страх от смъртта, Джули признава, че бележката на „ТГ“ е получила от ръцете на княз Пожарски! Свидетел тези признания става Фандорин, който проследява княза по време на срещата му с Джули. Ераст Петрович тайно последва Джули и също научава ужасната истина.
Незабавно срещайки се с Пожарски, Фандорин го обвинява в държавна измяна. Но князът спокойно и цинично обяснява на Ераст Петрович, че всички дейности на „БГ“ са били необходими за кариерата му. Благодарение на „борба с революционерите“ Пожарски от незначителен полицейски служител е повишен до заместник-директор на полицейския Департамент, а самите членове на „БГ“, които по някакъв начин биха могли да попречат на кариерата на княза, са били физически унищожени. Амбициозните планове на Пожарски са напълно успешни – той е назначен за началник на полицията на Москва, генерал-губернатор на мястото на уволнения княз Долгорукой става Симеон Александрович, брат на император Александър III и покровител на Пожарски. Необходимостта от съществуването на „БГ“ е отпаднала, и Пожарски планира най-накрая да я унищожи, убивайки Грин.
Ни най-малко смутен от циничните си признания Пожарски предлага на Фандорин или се присъедини към него или „да замълчи“, т.е. да не прави нищо. Фандорин, знаейки, че в борбата срещу предателя няма да има шанс, предпочита „да замълчи“. Извикан ат Джули по телефона, Пожарски спокойно отива на среща, знаейки, че го очаква самия Грин. Революционерът не убива веднага Пожарски, а иска да му обясни какво означава „ТГ“? В действителност, „ТГ “означава „Терциус гауденс“, т.е., „третият се радва“. На Грин става ясен подигравателния смисъл на този подпис: докато той и другарите му убиват полицаите, и те унищожават революционерите, настрана стои и се „радва“ истинският кукловодът на това действие. Грин се готви да убие княз, но внезапно се намесва Джули, която спасява Пожарски, а сега самият Грин, застрелян от княза, пада на пода. Умирайки Грин вижда, как Игла разбива взривателя над гърмящата смес, и в яркия взрив всички изчезват завинаги ...
Ераст Петрович описва подробно събитията до министъра на вътрешните работи. По време на аудиенция при новия генерал-губернатор на Москва Фандорин научава, че всичките му усилия са напразни, докладът е определен като „глупости“. Нещо повече, Великият княз говори много снизходително за бившото си протеже Пожарски, като определя неговите криминални действия като „шеги“. Симеон Александрович предлага на Ераст Петрович да заеме мястото на Пожарски, ставайки нов началника на полицията в Москва и довереник на Великия княз. Но Фандорин взема окончателното решение, така че ...
| „ | Както казват вашите московски търговци: хайде честито, а? – великият княз се усмихна и отново подаде на чиновника тясната си длан. Но августейшата десница остана да виси във въздуха. | “ |

## Исторически препратки
В романа има много прототипи на реални исторически личности.
- „Княз Владимир Андреевич Долгорукой“ е княз Владимир Долгоруков, руски военен и държавник, генерал-адютант, генерал от инфантерията, генерал-губернатор на Москва в периода 1865–1891 година.
- „Великият княз Симеон Александрович“ е Великият херцог Сергей Александрович Романов, член на Държавния съвет, генерал-лейтенант, генерал-губернатор на Москва, по-малък брат на император Александър III.
- „Генерал-адютант Иван Фьодорович Храпов“ е генерал-майор Дмитрий Фьодорович Трепов, заместник-министър на вътрешните работи на Руската империя в 1905 г. Трепов е известен с изключителната си жестокост при потушаване на революционното движение. Например, при протестите по улиците на Санкт Петербург той дава заповеди на войските, със скандалната фраза „празен залпа да не дават и да не пестят куршумите“. Революционерите организират неуспешен опит за атентат на Трепов, но генералът почива през 1906 г. от сърдечно-съдово заболяване.
- „Сергей Виталиевич Зубцов“ е Сергей Василиевич Зубатов, държавен служител на полицейски Департамент на Руската империя, основна фигура на политическите разследвания и полицицейската администрация, ръководител на Особения отдел на полицейския Департамент в 1902-03 г.г.
- „Евстратий Павлович Милников“ е Евстратий Павлович Медников, подполковник от полицията, най-близкия помощник на С.В. Зубатов, основател на училище на агенти за тайно наблюдение.
- „Предприемач Тимофей Григориевич Лобастов“ е Савва Тимофеевич Морозов, известен руски бизнесмен, филантроп и благодетел, който е предоставил на революционерите голяма финансова помощ.

## Интересни факти
- Терпсихора Геликонска – е една от деветте музи, които се смятат за покровителки на хоровото пеене и танците, представяна като млада жена в поза на танцьорка, с усмивка на лицето. Нейното основно удоволствие са танците, които организира около феновете. Ето защо, княз Пожарски дава този псевдоним на Диана, намеквайки за желанието ѝ да бъде заобиколена от фенове – и революционерите, и полицията.

## Екранизации
През 2005 г. романът е екранизиран от режисьора Филип Янковски с участието на Олег Меншиков в ролята на Фадорин и Никита Михалков в ролята на княз Пожарски.